# Praga

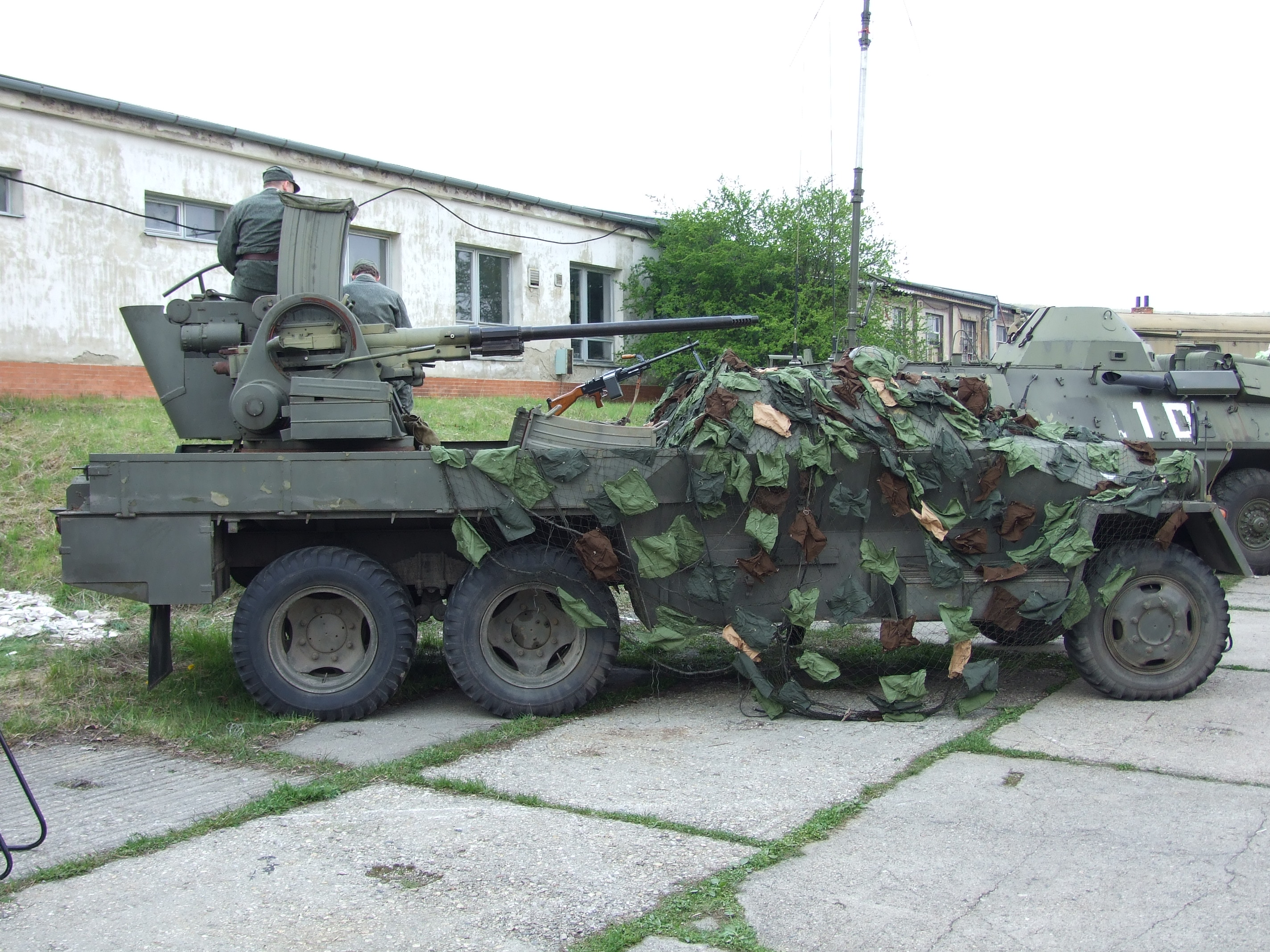
30-мм спаренная самоходная зенитная установка М53/59 на шасси «Прага V3S», 6x6, 1963 г.

Прага — чешский производитель автомобилей, мотоциклов, автобусов, самолетов, танков, запчастей и грузовых автомобилей.

## История
Основателями будущего автозавода стали «Первый чешско-моравский машиностроительный завод» (Prvni ceskomoravska tovarna na stroje) и компания Франца Рингхоффера (Franz Ringhoffer). 27 марта 1907 года они основали «Пражский автомобильный завод» (Prazska tovarna na automobily) с производственными цехами в квартале Прага-Либень. Через два года барон Рингхоффер вышел из соглашения, а первый компаньон со временем превратился в машиностроительный концерн «Чешско-моравская Колбен Данек» (Českomoravská Kolben-Daněk), известный с 1927 года как ЧКД (CKD).
Первые легковые автомобили собранные в Праге марок Isotta Fraschini, Charon, Renault и грузовики Dikomen, начали выпускать по закупленным у ряда известных фирм лицензиям.
В австро-венгерские вооружённые силы легковые автомобили «Прага» поступили уже в 1908 году.
В 1911 году начальником конструкторского бюро был назначен Франтишек Кец (Frantisek Kec) который разработал первый грузовик для армии, 5-тонный «Прага V» (Vojensky) классической компоновки. Его производство продолжалось до 1920 года.

## Легковые автомобили

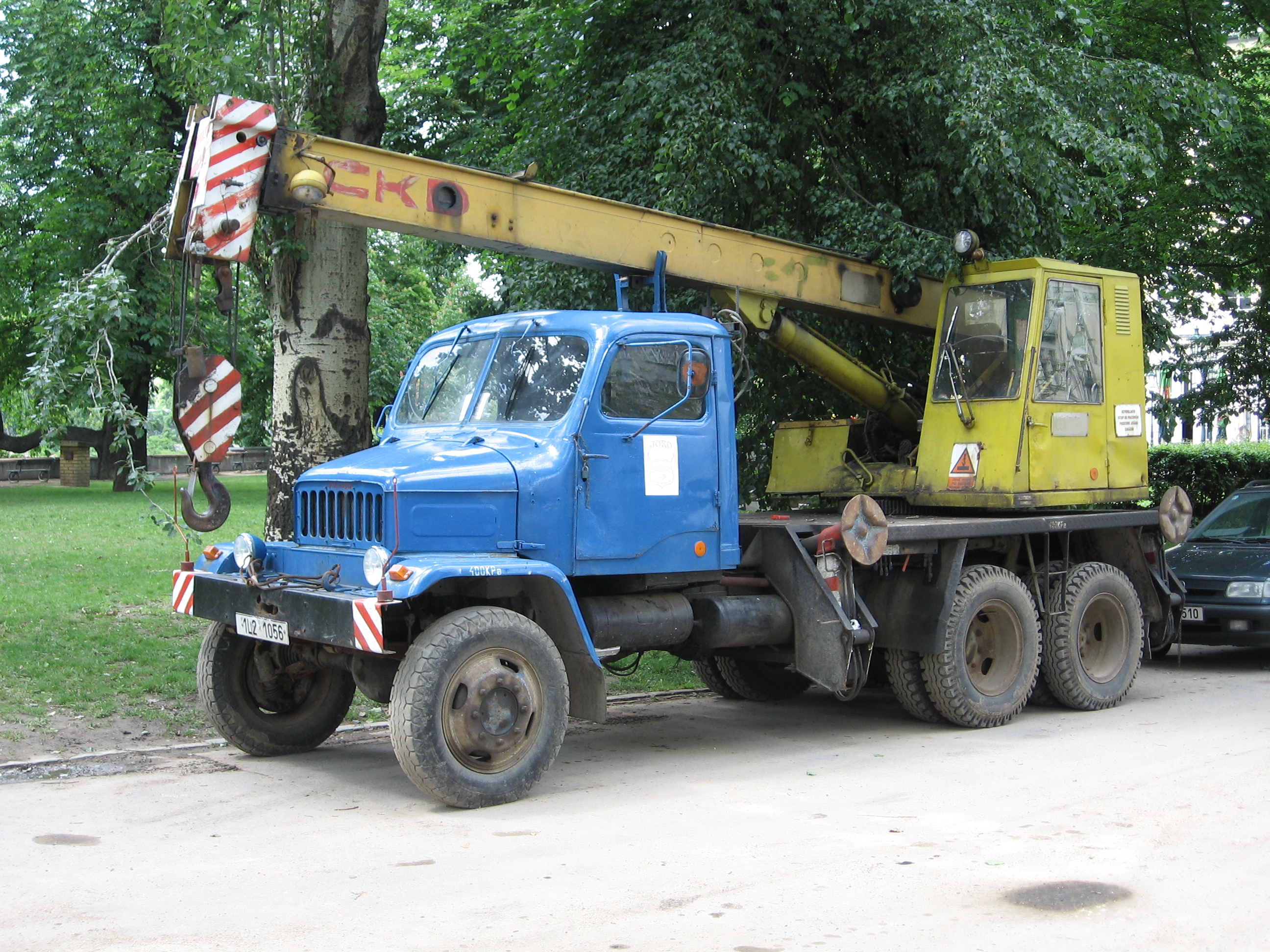
Praga V3S

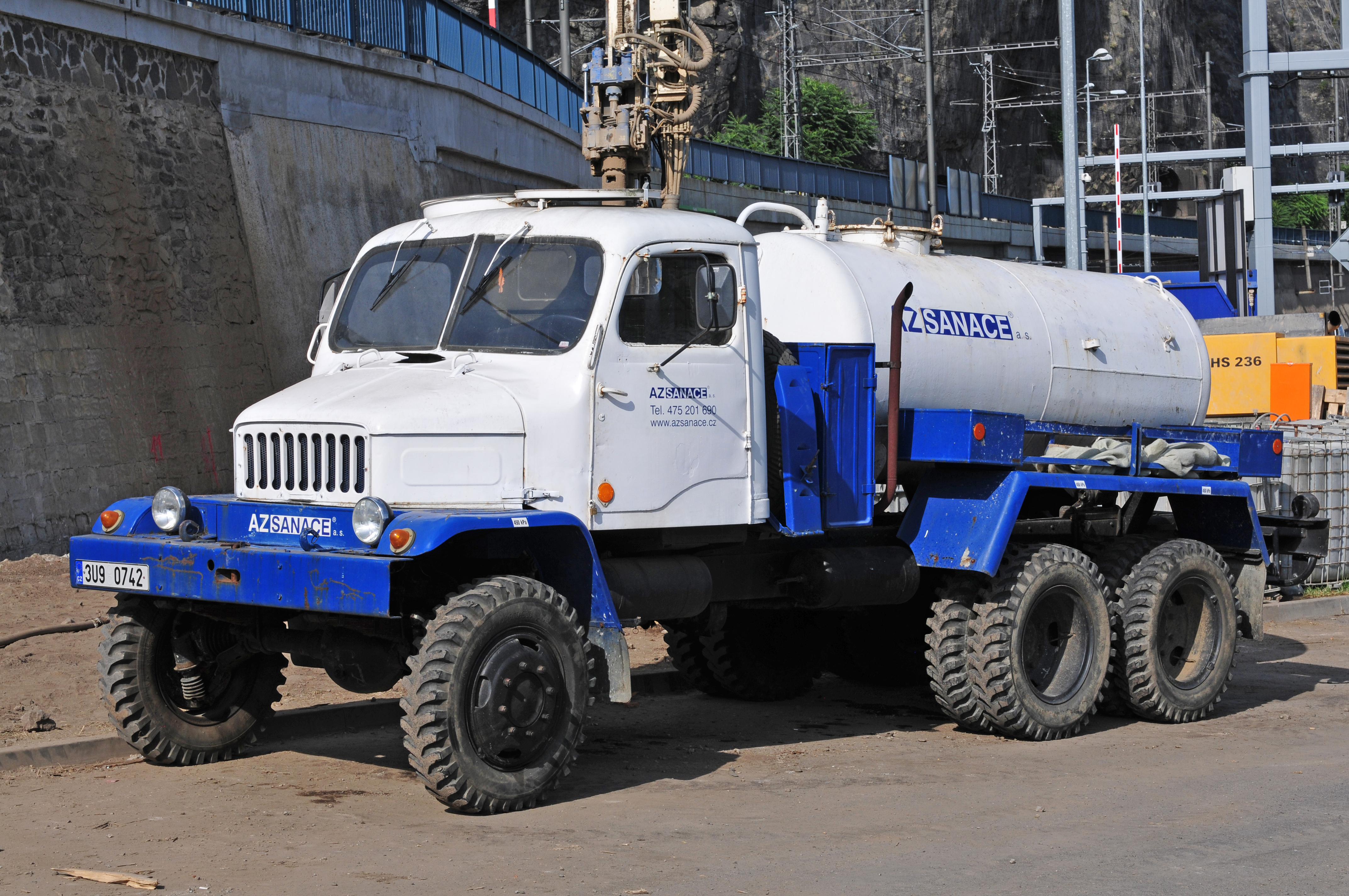
Praga V3S

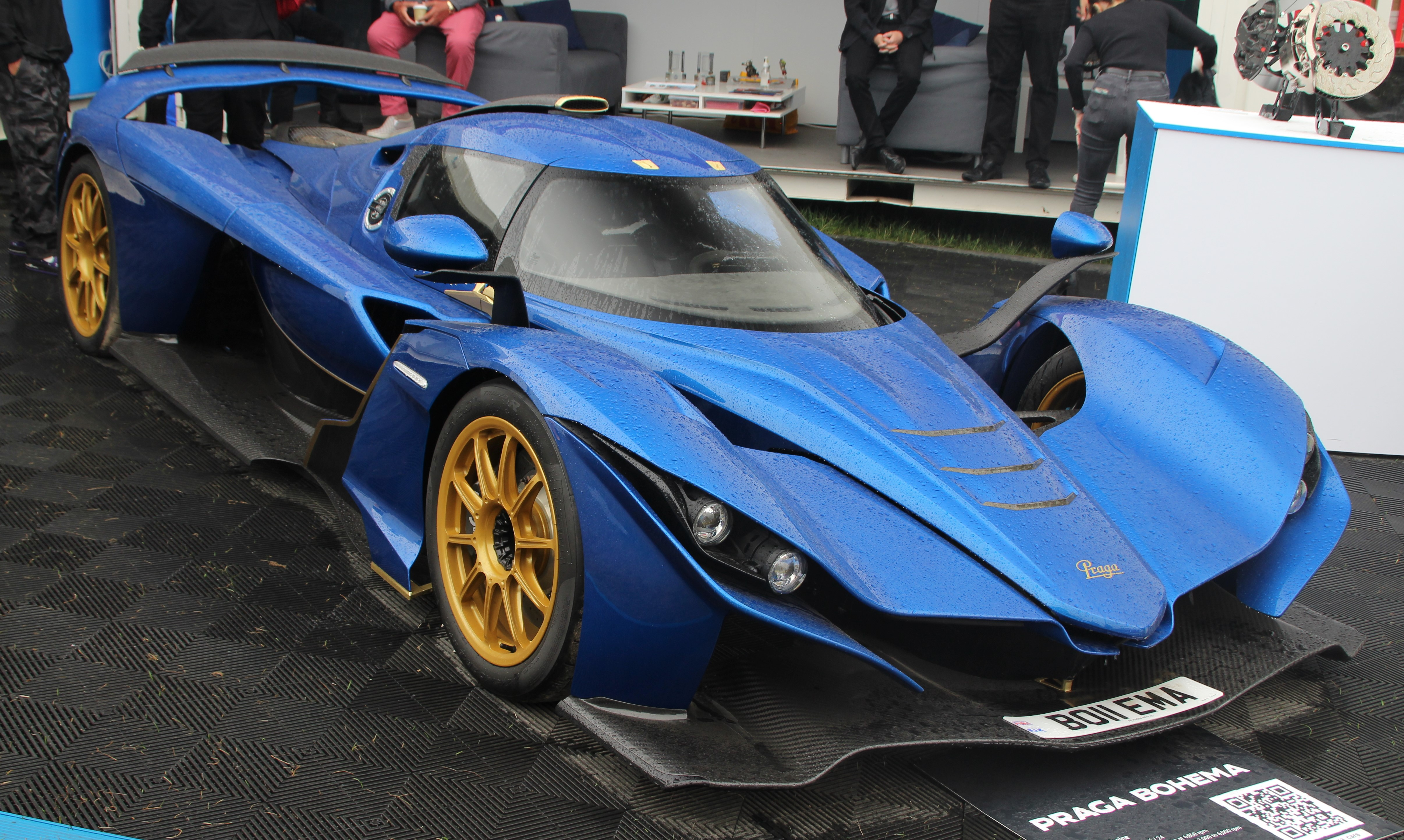
Praga Bohema

Производство легковых автомобилей было завершено в 1947 году. В 2011 году было восстановлено с выпуском модели R4S. В нем использовался 3,2-литровый двигатель V8 на базе двигателя Suzuki Hayabusa, мощность которого составляла 530 л.с., а общий вес составлял всего 880 килограммов.  Особенностью R4S являются маркировки развала и схождения, что исключает необходимость использования дополнительных инструментов, при этом определенное количество «щелчков» представляет определенную степень развала или схождения. В 2012 году была выпущена модель R1, а в 2023 году модель Bohema.

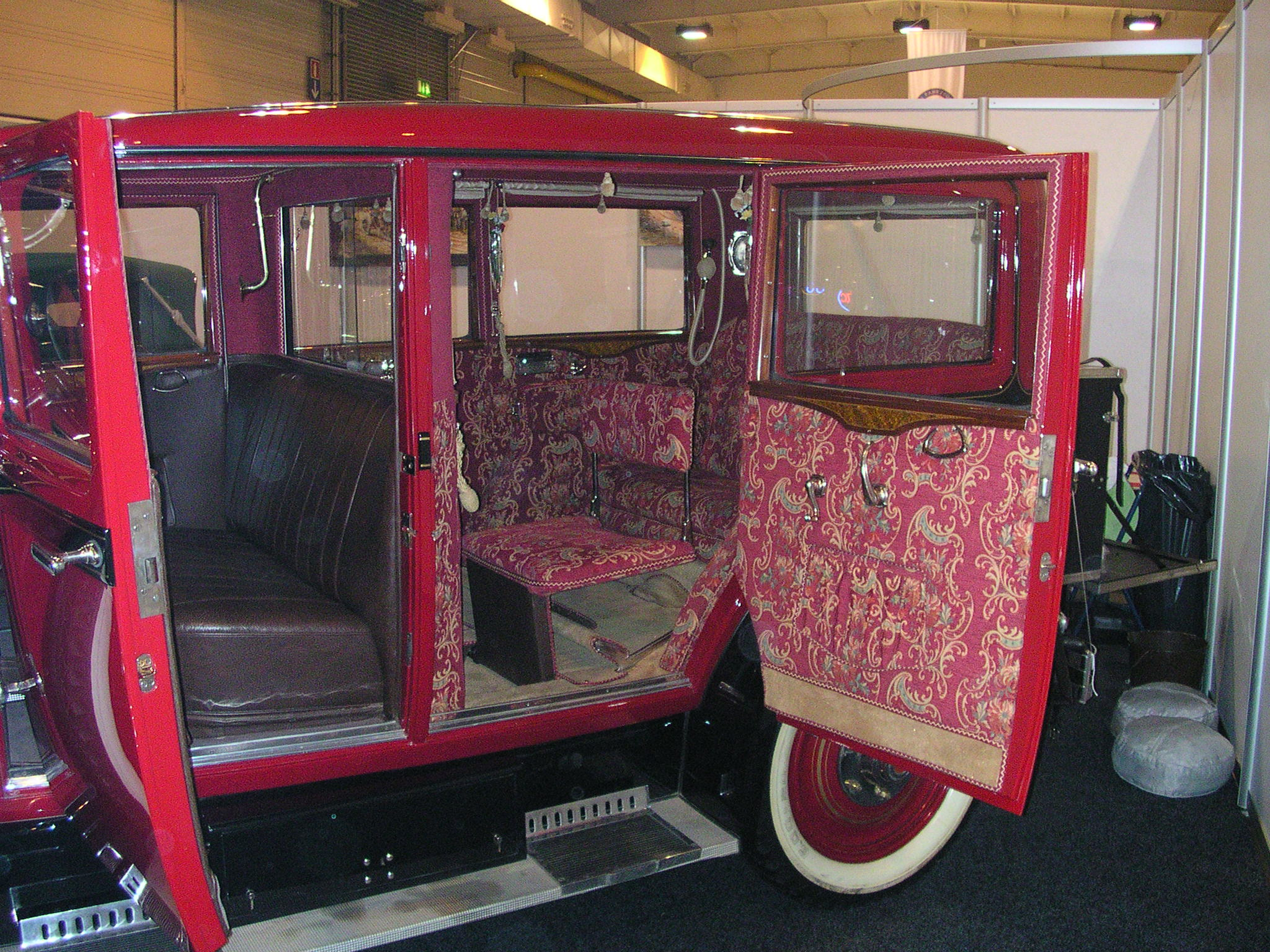
Praga Grand 8

Самые известные автомобили:
- Praga Piccolo 1128
- Praga Mignon
- Praga Baby
- Praga Piccolo
- Praga Super Piccolo
- Praga Lady
- Praga Alfa
- Praga Golden
- Praga Grand 8

## Троллейбусы
- Praga TOT
- Нереализованные проекты: Praga TNT 2 и Praga ТБ

## Танки

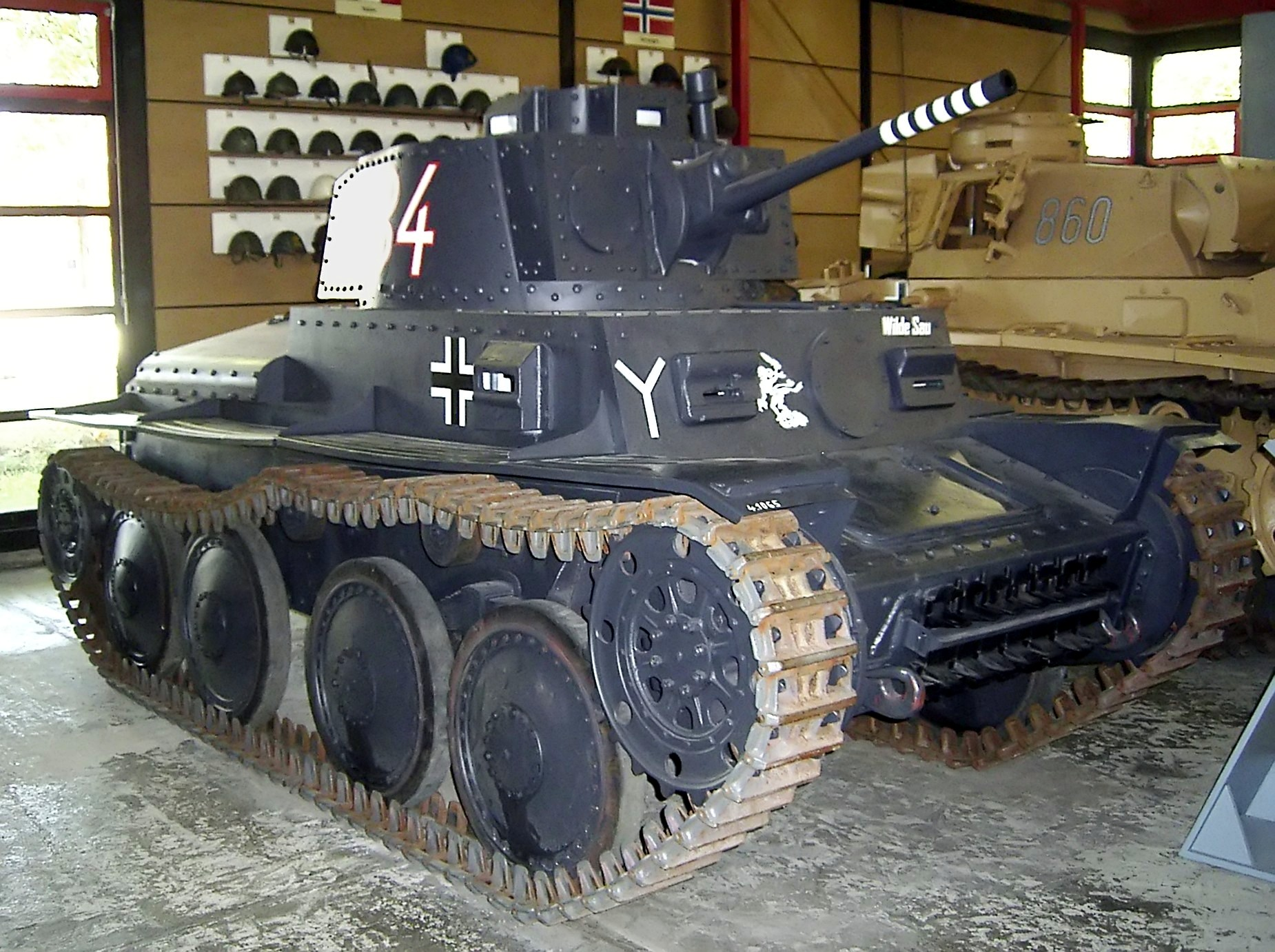
LT vz.38 (с 1938 года ) чешский лёгкий танк на вооружении немецкого Вермахта, как Pz.Kpfw.38(t)
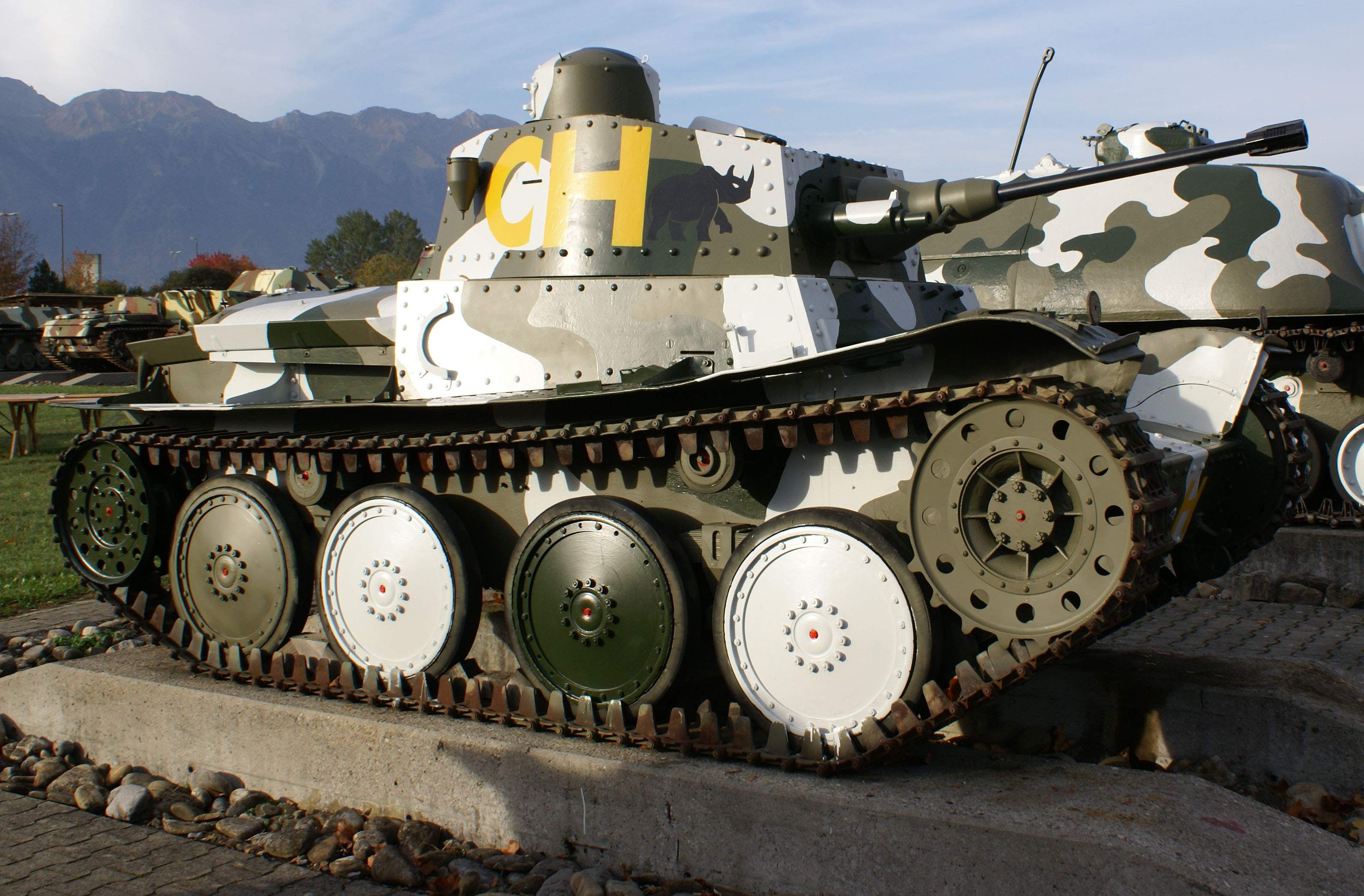
Praga LTH экспортный вариант LT в Швейцарию, где он был назван Panzerwagen 39.

## Самолёты

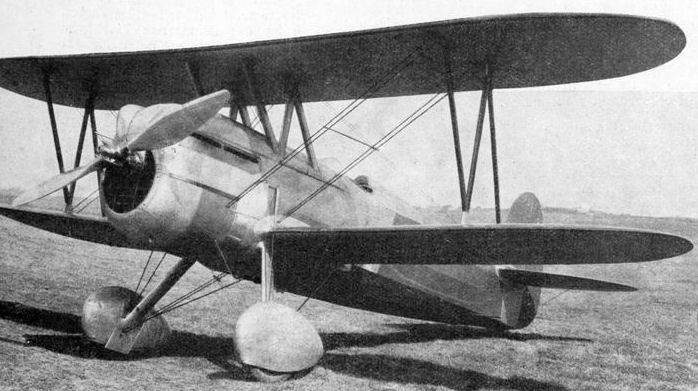
Praga BH-44 (1934)

- Praga BH-41 (E-41)
- Praga BH-44 (E-44)
- Praga BH-111
- Praga E-36
- Praga E-39 (BH-39)
- Praga E-40
- Praga E-45
- Praga E-51
- Praga E-55
- Praga E-112
- Praga E-114
- Praga E-115
- Praga E-117
- Praga E-141
- Praga E-180
- Praga E-210
- Praga E-211
- Praga E-212
- Praga E-214
- Praga E-241

## Тягачи
- T-3 (1935-1941)
- T-4 (1935-1939)
- T-6 (1937-1944)
- Praga T-7 и T-8 (1937-?)
- T-9 (1937-1943)